# Michel Denni
 (octobre 2018).
Michel Denni, né le 14 juin 1936 à Chelles, est un libraire et spécialiste de bandes dessinées français,,,. Il est principalement connu comme cocréateur du catalogue de cotes encyclopédique BDM Trésors de la bande dessinée,,,.

## Biographie
Après des études d'ingénieur (école des Travaux Publics de Paris), il se tourne vers le journalisme et devient critique cinématographique à La Presse de Tunisie (1962). Membre des coopératives ETUDREAL à Oran (1964) et BERAL à Alger (1965), il devient ensuite à Paris spécialiste politique de l'Amérique latine à Tribune socialiste (1965-1966). Mordu de science-fiction et d’anticipation, il écrit des nouvelles recueillies sous le titre Mortibus (Promotion et Édition, 1967). L’année suivante, il devient responsable de la librairie Lutèce, lieu de rencontre de cultures transversales où il tisse des liens entre cinéma, littérature populaire, polar, fantastique, science-fiction, ésotérisme et bande dessinée. Librairie définitivement spécialisée en bande dessinée de collection, depuis 1976.
Il sera directeur de publication de L’Œil à roulettes, puis corédacteur et rédacteur en chef du Collectionneur de bandes dessinées où il analyse les journaux et dessinateurs du passé. Il participe à de nombreux ouvrages collectifs, dictionnaires et guides. 
Il est l’un des créateurs, avec Michel Béra et Philippe Mellot, du catalogue encyclopédique de la bande dessinée francophone : (B.D.M.), éditions Vilo-Amateur (21 éditions de 1979 à 2016).
Il est critique et chroniqueur pour Charlie Mensuel et Pilote & Charlie, coscénariste avec Philippe Mellot : Jelly Shawn, dessinée par G. Lévis (Jean Sidobre) parution Charlie mensuel (1985). Depuis, il se consacre à la littérature fantastique avec Le Maître de justice (sous le pseudonyme de Kybalion), Publibook, 2002 et Kybalion, chez Amalthée, 2007.
Membre à sa création, en mai 1984, de la Commission Bandes Dessinées du Centre national des Lettres (C.N.L.) sous la présidence de Francis Lacassin.

Chevalier de l'Ordre des Arts et des Lettres dans la promotion du 1er janvier 1999.

## Distinctions
- Chevalier de l'ordre des Arts et des Lettres (1999)

## Fonctions journalistiques
- Critique cinématographique à La Presse de Tunisie, 1962-1963.
- Spécialiste politique de l'Amérique latine à Tribune socialiste, 1965-1966.
- Directeur de publication de la revue L'Œil à roulettes, 1976.
- Corédacteur en chef, puis rédacteur en chef de la revue Le Collectionneur de bandes dessinées, 1979-2008.
- Rédacteur à Charlie Mensuel, 1982-1986, puis à Pilote & Charlie, 1986-1989.
- Rédacteur de la rubrique « l'Écho du BDM » sur le site BD Zoom depuis 2003.

## Œuvres

### Romans
- Mortibus, Promotion et Édition, 1967 (OCLC 460087944).
- Le Maître de justice (sous le pseudonyme Kybalion), couverture de Catherine Gallimard, Publibook, 2002  (ISBN 2748326768).
- Kybalion : roman, Nantes, Amalthée, 2007, 491 p. (ISBN 978-2-35027-727-1).
- Maléfices, Pazuzu (Kindle book), 2015 (ASIN B00ZCAJ4VE).

### Ouvrages sur la bande dessinée
- Trésors de la bande dessinée (avec Michel Béra et Philippe Mellot), Paris, Éditions de l'Amateur (ISSN 0293-4795). 21 volumes publiés de 1979 à 2016.
- Images passions : La Bande dessinée française de 1980 à 1986 (avec Claude Moliterni et Philippe Mellot), Fleurus, 1986.
- Les Aventures de la BD (avec Claude Moliterni et Philippe Mellot), Paris, Gallimard, coll. « Découvertes Gallimard / Littératures » (no 273), 1996, 160 p. (ISBN 2-07-053341-7).
- BD Guide : Encyclopédie de la BD internationale (avec Claude Moliterni, Philippe Mellot, Laurent Turpin et Nathalie Michel-Szelechowska), Paris, Omnibus, 2003, 1525 p. (ISBN 2-258-05944-5)[9].
- BD Guide 2005 : Encyclopédie de la bande dessinée internationale (avec Claude Moliterni, Philippe Mellot, Laurent Turpin et Nathalie Michel-Szelechowska), Paris, Omnibus, 2004, 1770 p. (ISBN 2-258-06523-2)[10].

### Bande dessinée
- Une aventure de Jelly Shawn : Mémoires d'une entraîneuse (scénario avec Philippe Mellot), avec G. Levis (dessin), Ædena, 1987  (ISBN 2-905035-38-2). Réédité sous le titre À corps perdu, Albin Michel, 1990  (ISBN 2-226-03978-3)

### CD-ROM
- Les Héros de la bande dessinée internationale et leurs auteurs (dir. avec Claude Moliterni et Michel Denni), Sèvres, Oda Édition, 1998 (ISBN 2-908388-61-8).